# Chalodeta lypera
Chalodeta lypera is een vlindersoort uit de familie van de prachtvlinders (Riodinidae), onderfamilie Riodininae.
Chalodeta lypera werd in 1868 beschreven door H. Bates.